# Acreúna
Acreúna es un municipio brasileño del estado de Goiás.

## Historia
El nombre Acreúna se debe al hecho de que la ciudad fue construida sobre el margen de la carretera BR-060, que conectaba Goiânia con Acre, y por estar en el municipio de Paraúna. Con la unión de "Acre" y "una", se dio origen al nombre "Acreúna".

## Geografía
Su población estimada el 1 de enero de 2006 era de 25.986 habitantes.

## Economía
Su economía se basa en la agronomía, en el pasado reciente fue una gran productora de algodón. La ciudad es considerada el "Portal del Sudoeste Goiano".

### Escuelas
Existen solo 2 escuelas particulares en Acreúna y 4 escuelas municipales o estatales, las escuelas particulares son: Colégio San Benedito (Objetivo), y Colégio Máximo. 
Las escuelas municipales y estatales son: Colégio Ari Ribeiro, Colégio Vanda Borges de Souza (con 2 establecimientos en Acreúna), Colégio Domingos Alves de Souza y Colégio Ana Nastre.
Existe un curso de Inglés y Español en Acreúna: CCAA.